# خورشید در حال طلوع (تله‌نوولا)
خورشید در حال طلوع (پرتغالی: Sol Nascente) یک تله‌نوولا برزیلی است که توسط والتر نگرائو، سوزانا پیرس و خولیو فیشر ساخته شده است. این مجموعه در ۲۹ اوت ۲۰۱۶ تا ۲۱ مارس ۲۰۱۷ از شبکه رده گلوبو پخش شد. جیووانا آنتونلی، برونو گاگلیاسو، رافائل کاردوسو، لاورا کاردوسو، لوئیس ملو، فرانسیسکو کوکو، آراسی بالابانیان و مارچلو نوواس در آن به ایفای نقش می‌پردازند.

## بازیگران
- جیووانا آنتونلی در نقش آلیس تاناکا[۲]
- برونو گاگلیاسو در نقش ماریو د آنجلی[۳]
- لتیشیا اسپیلر در نقش لنیتا[۴]
- مارچلو نوواس در نقش ویتوریو[۵]
- هانری کاستلی در نقش رالف[۶]
- رافائل کاردوسو در نقش سزار[۷]
- آراسی بالابانیان در نقش جپینا[۸]
- فرانسیسکو کوکو در نقش گایتانو[۸]
- لوئیس ملو در نقش کازوئو تاناکا[۹]
- کلودیا اوهانا در نقش لورتا[۱۰]
- لاورا کاردوسو در نقش سینها[۱۱]
- مارسلو فاریا در نقش فیلیپه[۱۱]
- جیووانا لانچلوتی در نقش میلنا[۱۲]
- مارسلو ملو جونیور در نقش تیاگو[۱۳]
- جولیانا آلوز در نقش دورا[۱۴]
- سینارا لئال در نقش واندا[۱۵]
- پابلو مورایس در نقش نونو[۱۶]